# Distrikt Lampa (Páucar del Sara Sara)
Der Distrikt Lampa liegt in der Provinz Páucar del Sara Sara in der Region Ayacucho in Südzentral-Peru. Der Distrikt wurde am 2. Januar 1857 gegründet. Er besitzt eine Fläche von 281 km². Beim Zensus 2017 wurden 2079 Einwohner gezählt. Im Jahr 1993 lag die Einwohnerzahl bei 2103, im Jahr 2007 bei 2473. Sitz der Distriktverwaltung ist die 2850 m hoch gelegene Ortschaft Lampa mit 425 Einwohnern (Stand 2017). Lampa liegt 10 km nördlich der Provinzhauptstadt Pausa.

## Geographische Lage
Der Distrikt Lampa liegt in der Cordillera Volcánica im Nordwesten der Provinz Páucar del Sara Sara. Er wird im Westen vom Río Pararca (auch Río Vado), im Osten vom Río Huanca Huanca begrenzt.
Der Distrikt Lampa grenzt im Süden an die Distrikte Pausa, Pararca und Sara Sara, im Westen an die Distrikte Puyusca, Chumpi und Coracora (alle drei in der Provinz Parinacochas), im Norden an die Distrikte Upahuacho und San Francisco de Ravacayco (beide in der Provinz Parinacochas), im Südosten an den Distrikt Marcabamba sowie im Osten an den Distrikt Colta.

## Ortschaften
Neben dem Hauptort gibt es folgende größere Ortschaften im Distrikt:
- Chacaray
- Chaicha
- Colcabamba
- Nahua Alta
- Nahuapampa
- Patarumi
- San Antonio
- San Juan
- San Sebastián de Sacraca (1029 Einwohner)